# Repubblica Popolare del Benin
La Repubblica Popolare del Benin rappresentò il regime politico del Benin che durò dal 1975 al 1990. Il Paese fu governato dal Partito della Rivoluzione Popolare del Benin (PRPB), una formazione politica d'ispirazione marxista-leninista.

## Storia

### Istituzione del regime
Il 26 ottobre 1972, l'esercito prese il potere della Repubblica di Dahomey e sciolse sia il Consiglio presidenziale così come l'Assemblea nazionale. Il comandante Mathieu Kérékou prese le redini del nuovo governo e il 30 novembre 1972 pubblicò il discorso/programma di una "Nuova politica d'indipendenza nazionale". Venne creato un nuovo organo statale, il Consiglio nazionale della rivoluzione, e la formazione ideologica e patriottica divenne obbligatoria. L'amministrazione territoriale fu riformata, i sindaci e i deputati sostituirono le cariche e strutture tradizionali (capi dei villaggi, conventi, preti animisti ecc.). Il 30 novembre 1974, Kérékou pronunciò ad Abomey, davanti ad un'assemblea, un discorso in cui proclamò l'adesione ufficiale del suo governo al marxismo-leninismo e la Repubblica di Dahomey si schierò con l'Unione Sovietica. Il PRPB, dichiaratosi come un partito d'avanguardia, fu creato nello stesso giorno. Il primo anno del regime fu segnato da epurazioni all'interno dell'apparato statale. Kérékou fece condannare, e poi giustiziare, diverse personalità del precedente regime politico come anche alcuni suoi collaboratori: il capitano Michel Aipké, ministro degli interni, venne fucilato con l'accusa di adulterio con la sposa del capo di Stato. Dopo la sua esecuzione, i militari furono invitati a passare davanti al suo cadavere. Il 30 novembre 1975, in occasione del primo anniversario del discorso di Abomey, il nome "Dahomey" venne simbolicamente abbandonato a favore di "Benin", dal nome del Regno del Benin. Lo Stato divenne ufficialmente la Repubblica Popolare del Benin (République populaire du Bénin), e la festa nazionale venne fissata al 30 novembre, in riferimento alle "Tre giornate gloriose" del 1972, 1974 e 1975.
Nel gennaio del 1977, un tentativo di colpo di Stato, noto come Opération crevette, guidato dal mercenario Bob Denard e sostenuto da Francia, Gabon e Marocco, fallì e contribuì ad inasprire il regime, ormai orientato verso il regime monopartitico. La costituzione fu adottata il 26 agosto dello stesso anno, e l'articolo 4 precisò che:
La nuova legge fondamentale istituì un'assemblea nazionale onnipotente.

### Politiche interne
L'opposizione fu eliminata e i prigionieri politici rimasero detenuti per molti anni senza alcun processo; le elezioni venivano svolte secondo un sistema di candidature uniche. Le campagne furono amministrate in modo da garantire uno sviluppo rurale e il miglioramento dell'istruzione. Il governo seguì allo stesso modo una politica antireligiosa atta ad estirpare la stregoneria, le "forze maligne" e le "credenze retrograde" (il vudù, credo tradizionale radicato nel sud del Paese, venne bandito), che non impedì a Kérékou di avere, qualche anno più tardi, un marabutto personale. La Repubblica Popolare del Benin beneficiò di aiuti modesti da parte degli altri Paesi socialisti, accogliendo qualche gruppo di cooperanti provenienti da Cuba, Germania Est, URSS o Corea del Nord. Eletto presidente dall'Assemblea nazionale rivoluzionaria nel 1980 e rieletto nel 1984, Mathieu Kérékou subì tre tentativi di colpo di stato nel 1988. 
Il Benin tentò di attuare vasti programmi di sviluppo economico e sociale ma senza ottenere dei risultati importanti, poiché la cattiva gestione e la vasta corruzione minarono l'economia del paese. La strategia d'industrializzazione del mercato interno del Benin portò ad un aumento considerevole del debito estero. Tra il 1980 e il 1985, il valore annuale di tale debito passò da 20 a 49 milioni di dollari, mentre il suo prodotto nazionale lordo calò da 1,402 a 1,024 miliardi $ e lo stock del suo debito esplose da 424 a 817 milioni $. I tre presidenti precedenti, Hubert Maga, Sourou-Migan Apithy e Justin Ahomadegbé-Tomêtin (imprigionati nel 1972) furono liberati nel 1981.

### Crisi economica
Nel 1986, la situazione economica del Benin era diventata critica: il regime, già soprannominato ironicamente del "marxismo-beninismo", ereditò il nome di "lassismo-leninismo". Alcune voci popolari affermano che il numero di convinti simpatizzanti del regime non superava la dozzina. L'agricoltura era disorganizzata, la Banca commerciale del Benin rovinata e i collettivi erano in gran parte paralizzati a causa degli scarsi fondi. Sul piano politico, le violazioni dei diritti umani, assieme ai casi di torture inflitte ai prigionieri politici, contribuirono alla tensione sociale: la chiesa e i sindacati iniziarono ad opporsi in maniera sempre più aperti al regime. I piani del Fondo Monetario Internazionale imposero nel 1987 delle misure economiche molto rigide: prelievi supplementari del 10% sui salari, congelamento delle assunzioni e pensionamenti d'ufficio. Il 16 giugno 1989, il Benin firmò con l'FMI il suo primo piano d'aggiustamento, in cambio di 21,9 milioni di diritti speciali di prelievo. Furono garantite una riduzione delle spese pubbliche e una riforma fiscale, privatizzazioni, la riorganizzazione o la liquidazione delle imprese statali, una politica di liberalizzazione e l'obbligo di contrarre solo prestiti agevolati. L'accordo con l' FMI scatenò una serie massiccia di proteste da parte di studenti e funzionari, che reclamavano il pagamento dei loro salari e delle loro borse di studio. Il 22 giugno 1989, il Paese firmò un primo accordo di riscadenzamento con il Club di Parigi, per un montante di 199 milioni $; il Benin vide così un alleggerimento del 14,1 % del suo debito.

### Abbandono del marxismo-leninismo e transizione politica
I problemi sociali e politici, la situazione economica catastrofica e la caduta dei regimi comunisti in Europa, portarono Kérékou ad accettare la fine del proprio governo e, nel febbraio del 1989, una lettera pastorale firmata da undici vescovi del Benin condannò la Repubblica Popolare. Il 7 dicembre 1989, Kérékou sorprese la popolazione diffondendo un comunicato ufficiale nel quale venne annunciato l'abbandono del marxismo-leninismo, la liquidazione dell'ufficio politico e lo scioglimento del comitato centrale del PRPB. Il governo accettò l'instaurazione di una Conferenza nazionale che riunì i rappresentanti di diversi movimenti politici. La Conferenza fu aperta il 19 febbraio 1990: Mathieu Kérékou si espresse personalmente due giorni dopo e riconobbe pubblicamente il fallimento della sua politica, dichiarando la propria vergogna verso se stesso. I lavori della Conferenza portarono alla stesura di una nuova costituzione e all'inizio di un processo di transizione democratica assicurato da un governo provvisorio retto da un primo ministro. Kérékou divenne il capo di stato a titolo transitorio e il 28 febbraio dichiarò all'attenzione della Conferenza:
Un governo di transizione, creato nel 1990, aprì la via al ritorno della democrazia e del multipartitismo. La nuova costituzione venne adottata dopo il referendum del 2 dicembre 1990. Il nome ufficiale divenne "Repubblica del Benin" (République du Bénin) e il primo ministro, Nicéphore Soglo, riportò il 67,7 % dei voti e batté Mathieu Kérékou alle elezioni presidenziali del 1991. Kérékou accettò i risultati delle elezioni e cedette il potere, ma venne rieletto con le elezioni del 1996, dopo aver abbandonato ogni riferimento al marxismo e all'ateismo per diventare un pastore evangelico. Il suo ritorno al potere non portò ad alcuna ricostituzione di un regime marxista-leninista nel Benin.